# Веселовський (зупинний пункт)
Веселовський (біл. Весялоўскі) — зупинний пункт Мінського відділення Білоруської залізниці в Пуховицькому районі Мінської області. Розташований за 0,9 км на північ від села Насицьк; на лінії Осиповичі I — Мінськ-Пасажирський, поміж станцією Талька і зупинним пунктом Майський.